# Descens Internacional del Sella
El Descens Internacional del Sella és una competició esportiva en piragua que se celebra al riu Sella cada mes d'agost.
El descens va començar quan Dionisio de la Huerta va arribar a la seva casa del poble de Coya, i de camí va veure una piragua plegable i va tenir la idea d'utilitzar-la per baixar el riu. Va decidir fer una excursió pel riu Piloña des de Coya fins a L'Infiestu; l'excursió va durar 2 hores i mitja, i va recórrer 5 km. Més tard va demanar a un dels seus amics si l'acompanyava fins a Arriondas en una piragua amb flotadors, van tardar 7 hores a fer 14 km, però quan es va fer de nit i ho van deixar per a una altra ocasió. Aquesta vegada van ser Dionisio, Alfonso Argüelles i Fernández Manés Fernández, que van tardar 7 hores, ja que paraven per compartir les seves experiències i contemplar el paisatge.
L'any següent es va celebrar la primera edició del descens del riu des de L'Infiestu a Ribadesella. El 1931 la meta estava en Ribadesella i se sortia de Soto de Dueñas entrant al Sella a Arriondas; en total van recórrer 25 km i van tardar 4 hores i 12 minuts. El 1932 es va fixar el que seria el recorregut definitiu, entre els ponts d'Arriondas i Ribadesella, 19 km de descens; hi van participar 13 palistes que venien d'Oviedo, Ribadesella, L'Infiestu i Gijón. Més tard es va paralitzar el descens per la guerra civil entre 1936 i 1943. El 1951 es van inscriure per primera vegada palistes estrangers, els italians del Circolo Canottieri Tirrenia de Roma, els portuguesos i els francesos. El 1955 es va inscriure un equip d'un altre continent, l'equip de Cuba. El 1994 hi van participar més de 1.400 participants.
Com a activitat turística milers de persones baixen el Sella (en recorreguts de 7, 10 o 14 km). Una piragua amb dues persones inexpertes fa la baixada de 14 km en unes tres hores (si no para a menjar o a veure el paisatge).